# Nonongo
Nonongo est un village du Mali, chef-lieu de la commune rurale de Kamiandougou dans le Cercle de Ségou et la région de Ségou au centre-sud du Mali. 

## Géographie
Il est situé à 94 km à l'est-nord-est de Ségou, le chef-lieu du cercle.